# حي الصيادين (المكلا)
حي الصيادين هو أحد أحياء مدينة المكلا في محافظة حضرموت اليمنية. يبلغ تعداد سكانه 6163 نسمة حسب التعداد السكاني في اليمن لعام 2004.